# Gromada Janów (Powiat Częstochowski)

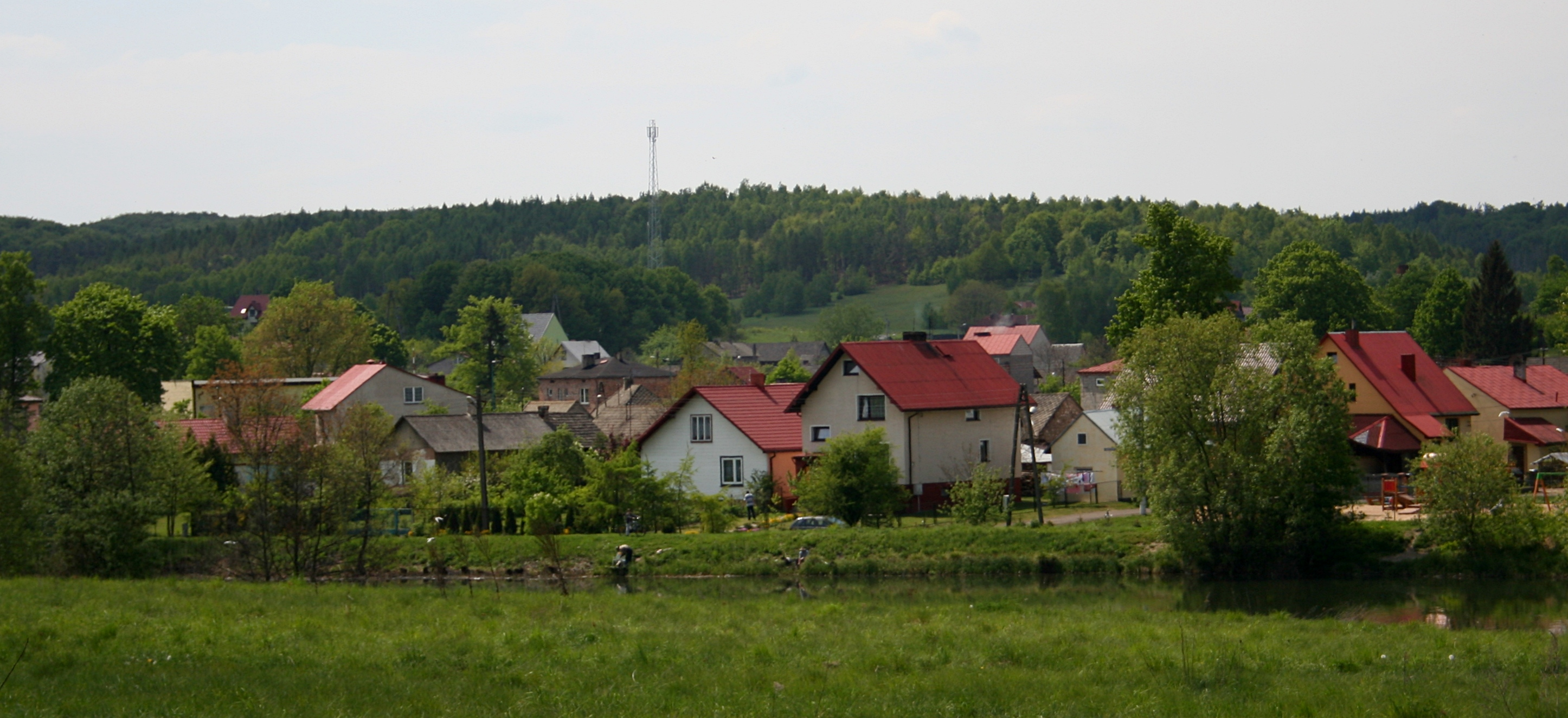
Gromada Janów

Gromada Janów war eine Verwaltungseinheit in der Volksrepublik Polen von 1954 bis 1961. Verwaltet wurde die Gromada vom Gromadzka Rada Narodowa, dessen Sitz sich in Janów befand und der aus 25 Mitgliedern bestand.
Die Gromada Janów gehörte zum Powiat Częstochowski in der Woiwodschaft Katowice (damals Stalinogród) und bestand aus den ehemaligen Gromadas Apolanka, Janów, Ponik und Potok Złoty der aufgelösten Gmina Janów außerdem den Waldstücken Cichy, Lusławskie, Śmiertelny Dąb und Sucha Smuga des Forstamtes Julianka ebenso den Flurstücken 110–118, 123, 131–136 und 145–174 des Forstamtes Złoty Potok.
Am 1. Januar 1959 wurde die aufgelösten Gromada Siedlec (ohne die Dörfer Suliszowice, kolonii Podlesie, Skrzypie und  Zastudnie sowie die Flurstücke 93–95 des Forstamtes Złoty Potok).
Zum 31. Dezember 1959 wurde die aufgelöste Gromada Piasek in die Gromada Janów eingegliedert.
Am 1. Januar 1961 kam die aufgelöste Gromada Bystrzanowice zur Gromada Janów. Zum 1. Juli 1968 wurden noch die Dörfer Julianka, Sieraków und Sygontka aus der aufgelösten Gromada Zalesice der Gromada Janów hinzugefügt.
Die Gromada Mstów bestand bis Ende 1972, zum 1. Januar 1973 wurde sie Teil der reaktivierten Gmina Janów.